# Boschi e foreste mediterranei
I boschi e foreste mediterranei sono un'ecoregione dell'ecozona paleartica, definita dal WWF (codice ecoregione: PA1212), che si estende attraverso le pianure costiere del Maghreb, a nord dei monti dell'Atlante.
La regione fa parte della ecoregione globale 123 Formazioni forestali mediterranee, inclusa nella lista Global 200.

## Territorio
L'ecoregione occupa una superficie di 357.900 km² in Marocco, Algeria, Tunisia, nelle plazas de soberanía spagnole e in Libia. La porzione principale dell'ecoregione si estende lungo le pianure costiere e le colline del Maghreb, dalle vicinanze di Agadir sulla costa atlantica del Marocco, ad ovest, fino a Sfax sul golfo di Gabès in Tunisia, ad est. L'ecoregione si estende nell'entroterra fino a coprire le pendici più basse delle catene del Medio e dell'Alto Atlante in Marocco, con enclaves isolate lungo la catena dell'Atlante Sahariano in Algeria. Più ad est, lungo il mar Mediterraneo, si trovano due enclaves costiere: una lungo la costa sud-orientale del golfo di Gabès, in Tunisia, che comprende anche l'isola di Gerba; e l'altra sui monti del Gebel el-Achdar lungo la costa della penisola della Cirenaica, nel nord-est della Libia.
L'ecoregione dei boschi e foreste mediterranei confina a sud con la più arida ecoregione della steppa arbustiva mediterranea, che occupa gli altopiani e le catene montuose che cingono il Sahara; e a nord con il mare di Alborán, il settore più occidentale del mar Mediterraneo. I boschi secchi mediterranei di Acacia-Argania e macchie di succulente, che occupano la pianura costiera del Marocco meridionale, cingono i boschi e foreste mediterranei a sud-ovest. I boschi e foreste mediterranei, a loro volta, circondano l'ecoregione delle foreste di conifere e miste del Mediterraneo, presente in una serie di enclaves sulla catena costiera del Rif e sulle catene interne del Medio ed Alto Atlante in Marocco, sulla catena costiera dell'Atlante Telliano e sulla parte orientale dell'Atlante Sahariano in Algeria, e sui monti della Crumiria e i monti Mogod in Tunisia. L'ecoregione della steppa a ginepro mediterranea dell'Alto Atlante occupa le cime più elevate dell'Alto Atlante.
Dal punto di vista climatico, l'ecoregione è caratterizzata da estati molto calde e secche e da inverni relativamente miti ed umidi. Le temperature annue medie variano tra i 13 e i 19 °C, mentre quelle minime medie tra gli 1 e i 10 °C. La parte di questa ecoregione situata lungo la costa atlantica del Marocco subisce l'influsso di correnti marine fredde che tendono a mitigare le temperature. Ogni anno sulla regione cadono tra i 350 e gli 800 mm di pioggia.

## Flora
La vegetazione spontanea è costituita da foreste, boschi e macchia mediterranea. Si possono individuare cinque principali comunità di piante:
- le foreste e boscaglie di pini xerofili, presenti specialmente nelle regioni più secche dell'entroterra, nelle aree dove questa ecoregione cede il passo ai boschi secchi e steppa mediterranei, dove ogni anno cadono in media tra i 300 e i 600 mm di pioggia. Qui l'albero predominante è il pino d'Aleppo (Pinus halepensis), che spesso cresce in boschetti misti con lecci sempreverdi (Quercus rotundifolia) e ginepri xerofili (Juniperus phoenicea e Juniperus oxycedrus). Tra gli alberi si sviluppa un sottobosco di arbusti, con piante di Cistus, Genista e rosmarino, che spesso formano vere e proprie boscaglie;
- le foreste e boscaglie di ginepro articolato, presenti nelle pianure più miti del Marocco settentrionale, lungo la costa occidentale dell'Algeria e in località sparse sulle montagne costiere della Tunisia nord-occidentale, generalmente su suoli di tipo calcareo. In esse la specie dominante è il ginepro articolato (Tetraclinis articulata), una conifera che può formare boscaglie cedue. Il sottobosco è costituito principalmente da arbusti;
- le foreste di sughera, presenti in pianure e colline caratterizzate da inverni miti e piovosità relativamente elevata (600–800 mm), spesso su suoli formatisi al di sopra di rocce silicee. Si rinvengono sulle pianure costiere che si estendono tra Casablanca e le montagne del Rif nel Marocco settentrionale, nonché in alcune aree situate più nell'entroterra, intorno alle catene montuose del Rif e del Medio Atlante. Si incontrano anche lungo l'Atlante Telliano dell'Algeria settentrionale, nonché sui monti della Crumiria e i monti Mogod della Tunisia nord-occidentale. La specie predominante, qui, è la sughera (Quercus suber), accompagnata da una gran varietà di piccoli alberi sempreverdi e grossi arbusti, tra cui ricordiamo l'alloro (Laurus nobilis), il corbezzolo (Arbutus unedo), l'erica arborea (Erica arborea), l'agrifoglio (Ilex aquifolium), due specie di ilatro (Phillyrea angustifolia e Phillyrea latifolia), il viburno tino (Viburnum tinus), il citisio trifloro (Cytisus villosus) e il mirto (Myrtus communis);
- le foreste e boscaglie di leccio (Quercus ilex) e quercia spinosa (Quercus coccifera), che costituiscono la comunità forestale più ampiamente diffusa dell'ecoregione, presenti dalla costa alle montagne in una vasta gamma di condizioni climatiche e podologiche diverse. In passato le foreste di lecci erano diffuse in tutte le regioni di pianura con suoli profondi ed umidi, ma sono state in gran parte soppiantate dai terreni agricoli;
- le boscaglie e macchie mediterranee di olivo selvatico (Olea europaea) e carrubo (Ceratonia siliqua), che in passato ricoprivano le aree di pianura caratterizzate da suoli profondi e più aridi, ma attualmente convertite a vantaggio dell'agricoltura. Le poche boscaglie di olivo selvatico e carrubo rimaste sono state trasformate in un ambiente simile alla macchia mediterranea dal fuoco, dal bestiame e dalla raccolta di legna da ardere. Inoltre gli olivi selvatici sono stati soppiantati con varietà coltivate per la produzione di olio di oliva, mentre i frutti del carrubo vengono raccolti per alimentare il bestiame[1].

## Fauna

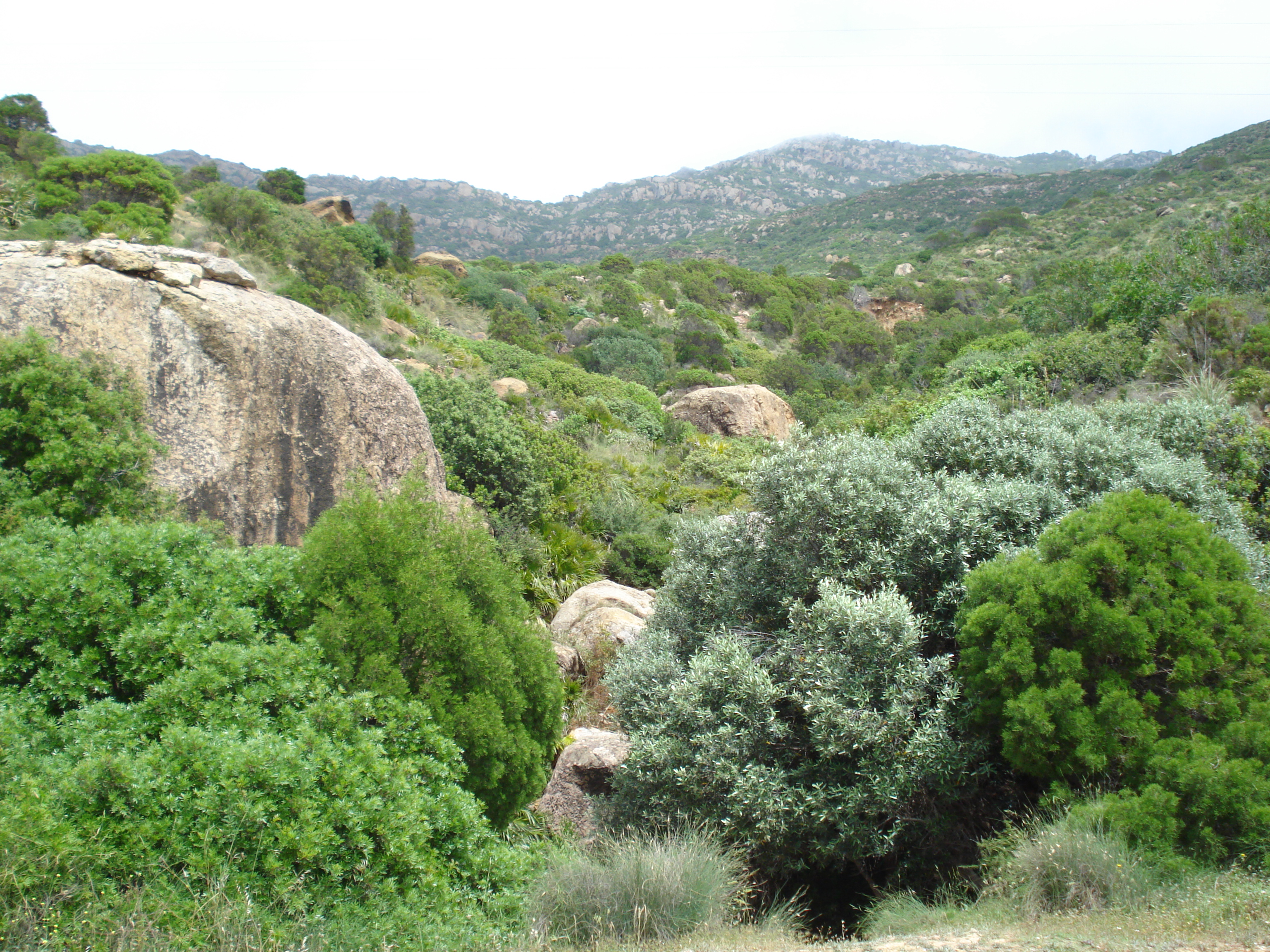
Panorama del capo Bon in Tunisia.

La fauna dell'ecoregione è simile a quella delle altre ecoregioni terrestri del Nordafrica, ed è una tra le più ricche dell'intera ecozona paleartica. Molto numerose sono le specie di mammiferi, sia di piccole dimensioni, come il riccio algerino (Atelerix algirus), il macroscelide nordafricano (Elephantulus rozeti), lo scoiattolo berbero (Atlantoxerus getulus) e il gerbillo campestre (Gerbillus campestris), che di grandi, come la volpe rossa (Vulpes vulpes), lo sciacallo dorato (Canis aureus), il caracal (Caracal caracal), la genetta comune (Genetta genetta), la mangusta egiziana (Herpestes ichneumon), il cinghiale (Sus scrofa) e la puzzola (Mustela putorius). Forse questa ecoregione ospita ancora alcuni esemplari di leopardo berbero (Panthera pardus panthera), ma questi rari felini sono per lo più confinati alle aree montane più remote e alle regioni collinari più impervie. Incerta è anche la presenza della bertuccia (Macaca sylvanus) e della capra berbera (Ammotragus lervia).
L'ecoregione ospita una straordinaria varietà di specie di uccelli, costituita da più di 120 specie, tra cui ricordiamo una sottospecie endemica di picchio rosso maggiore (Dendrocopos major numidus), una di averla meridionale (Lanius meridionalis algeriensis), il raro picchio muratore della Kabilia (Sitta ledanti) e vari rapaci come l'aquila reale (Aquila chrysaetos), il nibbio bianco (Elanus caeruleus), il biancone (Circaetus gallicus), l'aquila minore (Hieraaetus pennatus) e il grillaio (Falco naumanni).
In questo ecosistema forestale sono ben rappresentati anche i rettili, tra cui ricordiamo la testuggine greca (Testudo graeca), il camaleonte comune (Chamaeleo chamaeleon), la lucertola ocellata nordafricana (Timon pater), la vipera dell'Atlante (Daboia mauritanica), la lucertola delle sabbie di Olivier (Mesalina olivieri), lo scinco algerino (Eumeces algeriensis), lo scinco cilindrico (Chalcides mauritanicus), la vipera di Lataste (Vipera latastei), l'acantodattilo maculato (Acanthodactylus maculatus), l'acantodattilo di Savigny (A. savignyi) e l'acantodattilo codarossa (A. erythrurus). Tra essi sono piuttosto numerose le specie endemiche, come il geco dita di lucertola fasciato (Saurodactylus fasciatus), la lucertola di vetro di Koelliker (Hyalosaurus koellikeri), unico anguide del Nordafrica, la lucertola verme a scacchi (Trogonophis wiegmanni), tre specie di scinco cilindrico (Chalcides colosii, C. ebneri e C. mauritanicus) e due di acantodattilo (Acanthodactylus blanci e A. savignyi). Piuttosto numerose sono anche le specie quasi endemiche di rettili condivise con altre regioni mediterranee del Nordafrica. Tra gli anfibi, tuttavia, non figurano specie né endemiche né quasi endemiche. Nelle foreste di latifoglie sempreverdi dell'ecoregione è particolarmente elevata la diversità degli insetti.

## Popolazione
L'ecoregione dei boschi e foreste mediterranei del Maghreb è storicamente tra le più densamente popolate del Nordafrica. Le favorevoli condizioni climatiche, la fertilità dei suoli e l'abbondanza relativa delle risorse idriche hanno favorito, fin dall'antichità, lo sviluppo di importanti centri urbani, villaggi rurali e sistemi agricoli complessi. Attualmente, si stima che tra l'80 e il 90% della popolazione totale del Maghreb risieda entro i confini di questa ecoregione, concentrandosi in particolare lungo le pianure costiere e nelle principali valli fluviali.
Le popolazioni che vi abitano sono in gran parte di etnia araba e berbera, con minoranze di origine subsahariana e, nelle plazas de soberanía spagnole, spagnola. Le città storiche, come Casablanca, Rabat, Algeri, Tunisi, Orano e Tripoli, rappresentano centri nevralgici per l'economia, la cultura e l'amministrazione del Maghreb. Lungo le aree rurali e nelle colline interne, la popolazione è distribuita in numerosi villaggi e piccoli centri dediti prevalentemente all'agricoltura e alla pastorizia.
Le pratiche agricole tradizionali, basate sulla coltivazione di cereali, legumi, ortaggi, ulivo, vite, agrumi e fruttiferi, convivono con forme di agricoltura intensiva e meccanizzata introdotte nel corso del XX secolo. Particolarmente importante è la coltivazione dell'olivo, che ha profondamente modellato il paesaggio rurale, insieme alla produzione di olio e alla raccolta dei frutti del carrubo per l'alimentazione animale. La pastorizia di ovini e caprini resta diffusa nelle aree collinari, sebbene abbia subito una progressiva riduzione a causa dell'intensificazione agricola e della diminuzione delle superfici boscate.
Nel corso degli ultimi decenni, la crescita demografica, l'espansione delle aree urbane e l'aumento delle pressioni economiche hanno portato a una notevole conversione di suoli forestali in terreni agricoli e aree edificabili, contribuendo al degrado e alla frammentazione degli habitat naturali. Tuttavia, in alcune regioni montane o meno accessibili persistono comunità che mantengono ancora tecniche agricole tradizionali e pratiche culturali antiche, tramandando saperi legati alla gestione sostenibile delle risorse forestali.
La densità abitativa varia notevolmente: le zone costiere e le principali città possono raggiungere valori molto elevati, mentre le aree più interne e collinari sono popolate in modo più sparso. Le condizioni di vita, il livello di istruzione e l'accesso ai servizi variano anch'essi in funzione della distanza dai centri urbani e della presenza di infrastrutture. La crescente pressione antropica rimane una delle principali minacce per la conservazione delle foreste mediterranee nordafricane, rendendo indispensabile l'adozione di strategie di sviluppo sostenibile e di tutela ambientale su scala regionale.

## Conservazione
Il manto forestale originario di questa ecoregione si è notevolmente ridotto a vantaggio dei terreni agricoli, e anche le poche aree rimaste sono state impoverite dal sovrapascolo e dalla distruzione causata dagli incendi volutamente appiccati per creare nuovi pascoli, mentre gli alberi sono stati danneggiati dalla raccolta di legna da ardere e dalla produzione di tannini. La conversione delle foreste in terreni agricoli ha avuto inizio fin dall'età classica, quando le condizioni climatiche favorevoli e i suoli fertili erano adatti allo sviluppo di importanti insediamenti umani. Questa ecoregione è la più popolata del Maghreb, ed ospita tra l'80 e il 90% della sua popolazione. In passato le foreste di lecci e quelle di olivi selvatici e carrubi ricoprivano ciascuna una superficie pari a 50.000 km², e rappresentavano le aree forestali più estese dell'ecoregione. Attualmente in Algeria rimangono solamente 1000 km² di foreste di olivi selvatici e carrubi dei 10.000 km² originari, e appena 6800 km² di foreste di lecci dei 18.000 km² originari. In Marocco restano 5000 km² di foreste di olivi selvatici e carrubi dei 36.240 km² originari, e 14.320 km² di foreste di lecci dei 24.500 km² originari. In tutto il Nordafrica è stato stimato che vi fossero in passato 30.000 km² di foreste di sughere, di cui attualmente ne rimangono meno di un terzo (3500 km² in Marocco, 4500 km² in Algeria e 455 km² in Tunisia). Più a sud, sono quasi del tutto scomparsi i boschetti di cedro che crescevano sulle montagne orientali della catena dell'Alto Atlante. Attualmente la maggior parte della copertura forestale è costituita da una boscaglia degradata.
All'interno dell'ecoregione si trovano vari parchi nazionali, ma le risorse e i fondi necessari al loro mantenimento sono scarsi. Il parco nazionale di al-Hoseyma in Marocco comprende una vasta area marina, ma anche alcuni boschi di leccio. In Tunisia i parchi nazionali di Boukornine, Chambi e Ichkeul proteggono foreste di lecci e pini d'Aleppo, così come i parchi nazionali di Tlemcen e Gouraya in Algeria.